# Mariska Smit
Mariska Smit (ur. 1992) – południowoafrykańska lekkoatletka, tyczkarka.

## Osiągnięcia
| Rok  | Impreza                     | Miejsce  | Pozycja    | Wynik |
| ---- | --------------------------- | -------- | ---------- | ----- |
| 2011 | Mistrzostwa Afryki juniorów | Gaborone | 2. miejsce | 3,35  |

Medalistka mistrzostw RPA w kategorii seniorek (2011).